# مؤسسة فريدريش إيبرت
مؤسسة فريدريش إيبرت (بالألمانية: Friedrich-Ebert-Stiftung) تختصر: FES)
هي مؤسسة سياسية ألمانية كانت مرتبطة بالحزب الديمقراطي الاجتماعي، ولكن مستقلة عنه الآن. أنشئت في عام 1925 بوصفها إرث سياسي لفريدريش إيبرت، وهو أول رئيس منتخب ديمقراطيا في ألمانيا، هي أكبر وأقدم المؤسسات الألمانية المرتبطة بحزب. يقع مقرها الرئيسي في بون وبرلين، ولها مكاتب ومشاريع في أكثر من 100 دولة. وهي أقدم منظمة ألمانية لتعزيز الديمقراطية، التثقيف السياسي وتعزيز القدرات الفكرية والشخصية المتميزة للطلاب.
تأسست المنظمة في السودان في العام 1976 كمؤسسة خاصة ثقافية غير ربحية ملتزمة بقيم الديمقراطية الاجتماعية. وهي من أقدم منظمات المجتمع المدني التي عملت بالسودان.

## الأهداف
تعمل المؤسسة لتحقيق: دعم التثقيف السياسي والاجتماعي للأفراد من جميع الخلفيات انطلاقاً من روح الديمقراطية والتعددية.والمساهمة في التعاون الدولي وتيسير الوصول إلى التعليم الجامعي والبحث العلمي للشباب الموهوبين من خلال توفير منح دراسية وتركز أنشطة المؤسسة على أسس رئيسية ثلاث وهي التدريب على النشاط السياسي والحشد، البحوث والاستشارات، والدعم العلمي والمنح الدراسية. وكل هذا يتم في مراكز المؤسسة للمؤتمرات في بون وبرلين، أكاديميات فريدريش إيبرت المختلفة ومكاتبها الإقليمية حول العالم. وظلت مؤسسة فريدريش إيبرت مرتبطةً بالعمل في السودان فريدريش إيبرت السودان منذ عام 1976. وهى تعمل بدأب نحو تعزيز وترقية السلام، الديمقراطية وحقوق الإنسان، والتنمية الإقتصادية الإجتماعية العادلة.

## النشاطات
تعمل المنظمة في عدة برامج منها برنامج الديمقراطية والمشاركة والحكم الراشد وحقوق الإنسان والعدالة النوعية وسياسات الإقتصادية والإجتماعية وبرنامج القيادة الشبابية وبرنامج تغير المناخ والطاقات المتجددة.
وتنظم المنظمة ورش متواصلة مع الصحفيين واتحادات العمال وجميع المجالات مع مجتمعاتها المحلية. تدعم الهيئة أنشطة الشركاء السودانيين من مختلف الخلفيات الإقليمية والثقافية والاجتماعية وتتعاون مع مؤسسات الدولة والجامعات والنقابات العمالية ومنظمات المجتمع المدني.

## روابط خارجية
- مؤسسة فريدريش إيبرت الصفحة الرئيسية
- FES OnlineAkademie
- مكتبة مؤسسة فريدريش إيبرت
- أرشيف الحزب الديمقراطي الاجتماعي[وصلة مكسورة]
- موقع الحاصلين على منحة من مؤسسة فريدريش إيبرت